# Ferenc Farsang
Ferenc Farsang (ur. 19 marca 1927 w Szombathely, zm. 8 sierpnia 2000 w Győrze) – węgierski piłkarz i trener piłkarski.
Jeden z przedstawicieli węgierskiej szkoły trenerskiej, która miała wydatny udział w kształtowaniu polskiej piłki klubowej po II wojnie światowej. Szkoleniowiec ten zdobył z Górnikiem Zabrze dwa tytuły mistrza kraju (1963/64, 1964/65) i Puchar Polski (1964/65). W latach 70. prowadził również Zagłębie Sosnowiec - jego podopieczni w sezonie 1971/72 zajęli 2. miejsce w lidze, dotarli także do finału PP 1970/71.